# Conde da Baía
Conde da Baía é um título nobiliárquico criado por D. Miguel I de Portugal, por Decreto de 3 de Setembro de 1833, em favor de D. Manuel da Piedade Coutinho Pereira de Seabra, 1.º Visconde da Baía de juro e herdade.
Titulares
1. D. Manuel da Piedade Coutinho Pereira de Seabra, 1.º Visconde da Baía de juro e herdade, e 1.º Conde da Baía;
2. D. João Maria da Piedade Coutinho Pereira de Seabra e Sousa Tavares, 2.º Visconde da Baía de juro e herdade e 2.º Conde da Baía;
3. D. José Fernando Pais da Graça de Almeida e Silva, 3.º Conde da Baía, 2.º Conde de Oliveira dos Arcos;
4. D. João Charters de Almeida e Silva, 4.º Conde da Baía, 3.º Conde de Oliveira dos Arcos.